# Germano Boettcher Sobrinho
Germano Boettcher Sobrinho (* 14. März 1911 in Rio de Janeiro; † 9. Juni 1977 ebenda) war ein brasilianischer Fußballnationaltorhüter.

## Laufbahn
Germano fing 1928 bereits als Siebzehnjähriger seine Laufbahn bei Botafogo aus Rio de Janeiro an. Ab 1930 wurde er aber verdrängt durch Roberto Gomes Pedrosa und kam nur noch als Reservetorwart zum Einsatz. Dieselbe Konstellation ergab sich für die Fußball-Weltmeisterschaft 1934 und die anschließende Freundschaftsspielreise, auf die beide Torhüter eingeladen waren. Pedrosa bestritt dabei zwei offizielle und achtzehn inoffizielle Länderspiele, wohingegen Germano nur in einem inoffiziellen Spiel eingewechselt worden ist. Dieses war am 12. Juli 1934 gegen eine Auswahlmannschaft von Spielern des Belenenses Lissabon und Benfica Lissabon. Das Ergebnis lautete 4:2.
Nach dieser Reise ging er nicht zu Botafogo zurück, sondern wechselte noch für eine Saison zum Rivalen CR Flamengo.

## Erfolge
Botafogo
- Staatsmeisterschaft von Rio de Janeiro: 1930, 1932, 1933, 1934